# Solahütte
Solahütte (còn gọi là Solehütte, Soletal, SS-Hütte Soletal, hoặc SS Hütte Porabka)  là một khu nghỉ mát ít được biết đến được Đức phát xít bảo vệ, quản lý và cán bộ của Auschwitz / Birkenau / Buna cung cấp cơ sở vật chất trong Holocaust ở Ba Lan bị chiếm đóng. Solahütte có thể được coi là một tiểu khu nhỏ của Auschwitz vì các tù nhân của Auschwitz, được giám sát bởi Franz Hössler, xây dựng cơ sở nghỉ ngơi mộc mạc, và một nhóm tù nhân cũng đang làm công việc giữ gìn và dọn dẹp. Những tấm bưu thiếp của thời đại được gửi bởi nhân viên Đức đôi khi mang địa chỉ trả lại được in sẵn bí ẩn của khu nghỉ mát " SS Hütte Soletal " nhưng nếu không thì nơi này vẫn chưa được biết đến cho đến năm 2007, khi Album Höcker với những bức ảnh cổ điển của Auschwitz được tặng cho Bảo tàng Đài tưởng niệm Holocaust Hoa Kỳ sau đó phát hành hình ảnh trực tuyến để nghiên cứu.
Ảnh chụp nhanh thời chiến thực hiện tại Solahütte hơi chói vì độ sáng khi chụp của người dân ảnh: một số tội phạm chiến tranh khét tiếng lịch sử được thể hiện với hình ảnh vui vẻ hát theo nhạc accordion, bánh mì trên bàn, hay cười khúc khích qua món tráng miệng với các nhân viên phát xít nữ của Helferinnen hoặc Aufseherinnen. Trong số các Cảnh sát viên SS được chụp ảnh tại Solahütte có Oswald Pohl (bị xử tử thông qua Tòa án Nicheberg), Rudolf Höss (bị xử tử thông qua Tòa án Quốc gia Tối cao Ba Lan) và Josef Mengele (biệt danh là "Thiên thần tử thần"). Bức ảnh thứ hai gần như chưa bao giờ được chụp ảnh trong bộ đồng phục SS của ông với các đồng nghiệp của Auschwitz cho đến khi ảnh ch`ụp nhanh Solahütte và một vài hình ảnh khác được chọn.
Solahütte cách khoảng 29 km (18 dặm) bằng xe hơi từ Auschwitz. Nhà trọ chính đã bị phá hủy vào năm 2011, nhưng các tòa nhà phụ khác vẫn còn, bao gồm cả cabin được sử dụng bởi chỉ huy của Auschwitz, Rudolf Höss. Địa điểm này nằm gần các khúc cua trên sông Soła nơi các kỹ sư vào năm 1935 đã hoàn thành một con đập tạo ra hồ chứa nước Międzybrodzkie tuyệt đẹp. Sola và Sole là tên gọi trong tiếng Đức tương đương với Soła trong tiếng Ba Lan. Hütte là tiếng Đức để chỉ túp lều. Do đó, tên tiếng Đức "Sola túp lều" Mặc dù "túp lều" thực sự là một tòa nhà có kích thước nhà trọ với một hiên nhà mặt trời đầy đủ cùng với nhiều tòa nhà trong khuôn viên nhỏ hơn. Các hoạt động bao gồm săn bắn, đi bộ đường dài, tắm nắng và du ngoạn đến hồ và đỉnh núi gần đó. Các ngôi làng Porąbka và Międzybrodzie Żywieckie ở rất gần cùng với tàu lượn Żar lên đỉnh Żar theo đường dốc dọc của nó. Khu vực này đã phổ biến với khách du lịch. Xa Đức và nằm sâu trong lãnh thổ Ba Lan, các lính canh SS và các nhân viên đánh máy và thư ký của trại hủy diệt có vài lựa chọn cho một kỳ nghỉ an toàn gần đó ngoài việc đi (thường là bằng xe buýt điều lệ) "đến Sola Hut ".
Vào cuối những năm 1960, Đảng Cộng sản Ba Lan đã xây dựng lại và mở rộng đáng kể các cơ sở hiện có thành một khu nghỉ dưỡng ưu tú có tên HPR-Kozubnik Porąbka (pl) với các vũ trường và quán bar cùng với một nhà hàng, hồ bơi trong nhà, rạp chiếu phim nhỏ, phòng tắm hơi và một khách sạn đa tầng cán bộ. Các nhà hoạch định khai thác mỏ và công nghiệp kim loại hàng đầu và du khách chính thức cao cấp bao gồm cả con trai của Leonid Brezhnev ở lại đó. Tuy nhiên, sau sự sụp đổ của chủ nghĩa Cộng sản ở Ba Lan, khu nghỉ dưỡng đã trở thành một thị trấn ma rỉ sét được ghé thăm chủ yếu bởi những kẻ cướp bóc, những người chơi bắn súng sơn và những nhà thám hiểm đô thị đến khám phá đống đổ nát.
Các vị khách nghỉ tại khu nghỉ mát Solahütte đặc trưng trong thời gian gần đây ghi nhận trong kỷ vật Höcker Album thuộc sở hữu của Karl-Friedrich Höcker bao gồm: Josef Mengele, Richard Baer (Đức Quốc xã), Aufseherin Alice Orlowski, Elisabeth Volkenrath, Herta Ehlert, Hildegard Lächert, Therese Brandl và Luise Danz.

## Trong văn hóa đại chúng
Cuốn tiểu thuyết được giới phê bình đánh giá cao The Constant Soldier của William Ryan đã được lấy cảm hứng từ những bức ảnh của nhà khách Solahütte.